# Relentless (álbum de Yngwie Malmsteen)
Relentless es un álbum de estudio del guitarrista sueco Yngwie J. Malmsteen, lanzado el 23 de noviembre de 2010, a través del sello independiente de Malmsteen, Rising Force Records. Es su segundo álbum con el vocalista Tim "Ripper" Owens (Judas Priest, Iced Earth), después de Perpetual Flame, de 2008.

## Lista de temas
Todas las canciones escritas y compuestas por Yngwie J. Malmsteen. 
| N.º | Título                                             | Duración |  |
| 1.  | «Overture (Instrumental)»                          | 0:57     |  |
| 2.  | «Critical Mass»                                    | 4:09     |  |
| 3.  | «Shot Across the Bow (Instrumental)»               | 4:39     |  |
| 4.  | «Look at You Now»                                  | 5:46     |  |
| 5.  | «Relentless (Instrumental)»                        | 4:58     |  |
| 6.  | «Enemy Within»                                     | 5:55     |  |
| 7.  | «Knight of the Vasa Order (Instrumental)»          | 6:07     |  |
| 8.  | «Caged Animal»                                     | 4:49     |  |
| 9.  | «Into Valhalla (Instrumental)»                     | 4:26     |  |
| 10. | «Tide of Desire»                                   | 5:42     |  |
| 11. | «Adagio B Flat Minor Variation (Instrumental)»     | 1:50     |  |
| 12. | «Axe to Grind»                                     | 4:46     |  |
| 13. | «Blinded»                                          | 4:28     |  |
| 14. | «Cross to Bear (Instrumental)»                     | 7:31     |  |
| 15. | «Arpeggios from Hell (Instrumental) (Bonus Track)» | 2:18     |  |

## Personal
- Yngwie J. Malmsteen - guitarra, bajo
- Tim "Ripper" Owens - voz
- Nick Marino "Marinovic" - teclados
- Patrick Johansson - batería